# Parafia Matki Bożej Królowej Polski w Mławie
Parafia pw. Matki Bożej Królowej Polski w Mławie – parafia należąca do dekanatu mławskiego zachodniego, diecezji płockiej, metropolii warszawskiej. Poprzednio należała do dekanatu mławskiego, diecezji płockiej, metropolii warszawskiej.
Została erygowana 4 listopada 1987. 

## Kościół parafialny
Kościół parafialny pw. Ducha Świętego został zbudowany w latach 1991–2000. Proboszczem jest ks. prał. dr Kazimierz Ziółkowski.

## Zasięg parafii
W granicach parafii znajdują się miejscowości
- Lewiczyn,
- Łomia,
- Borowe-Leśniczówka

oraz dzielnica MławyOsiedle Książąt Mazowieckich i okoliczne ulice.